# 口和インターチェンジ
口和インターチェンジ（くちわインターチェンジ）は、広島県庄原市口和町大月にある松江自動車道のインターチェンジ。

## 歴史
- 2013年3月30日：三次東JCT/IC - 吉田掛合IC間開通

## 道路
- E54 松江自動車道（2番）

## 併設施設
- 口和除雪基地
- 口和チェーンベース

## 周辺
- モーモー物産館（当ICから約100m） - 道の駅の代わりであったが2021年、指定管理者が経営破綻し産直市場や飲食施設が閉鎖された[1]。
- 庄原市役所口和支所（当ICから約2km）
  - 国土交通省中国地方整備局三次河川国道事務所尾道松江自動車道出張所（支所2階） - 2023年12月1日、三次市（馬洗川河川防災ステーション2階）へ移転した[2]。
- 道の駅ふぉレスト君田（当ICから約3km）

## 接続する道路
- 広島県道39号三次高野線（広島県道62号庄原作木線との重複区間）

## 隣
E54 松江自動車道
(21-1) 三次東JCT/IC - (2) 口和IC - (3) 高野IC